# Klockesjön, Halland
Klockesjön är en sjö i Laholms kommun i Halland och ingår i Lagans huvudavrinningsområde.